# Alte Feuerwache Heinersdorf
Die Alte Feuerwache Heinersdorf war von 1906 bis in die 1970er Jahre eine Brandbekämpfungseinrichtung der Stadt Berlin im (heutigen) Ortsteil Berlin-Heinersdorf. Seit 1992 befindet sich in der Anlage eine Senioren-Pflegeeinrichtung. Der Gebäudekomplex des ehemaligen Dorfes steht nicht unter Denkmalschutz, weil er seit den 1990er Jahren baulich stark verändert wurde.

## Lage
Die Alte Feuerwache befindet sich am östlichen Rand des historischen Ortskerns von Heinersdorf, gelegen in der Romain-Rolland-Straße 40–42. Die Hauptfassade erstreckt sich entlang des genannten Verkehrswegs, auf der Südostseite steht eine Reihe neuer Gebäude, die aus zwei dreigeschossigen Bauwerken bestehen, im Zentrum mit einem zweigeschossigen Bau verbunden. Die Zufahrtsstraße knickt nach den Gebäuden Westen ab und führt auf die Eigerstraße. Zwischen dem südwestlichen Gebäude und dem nordöstlichen Gebäudeteil entsteht durch den Zwischenbau ein dreiseitiger rechteckiger Innenhof, der von der Westseite her mit Fahrzeugen befahren werden kann und über eine Tiefgarage verfügt.

## Geschichte der Einrichtung

### Spritzenhaus

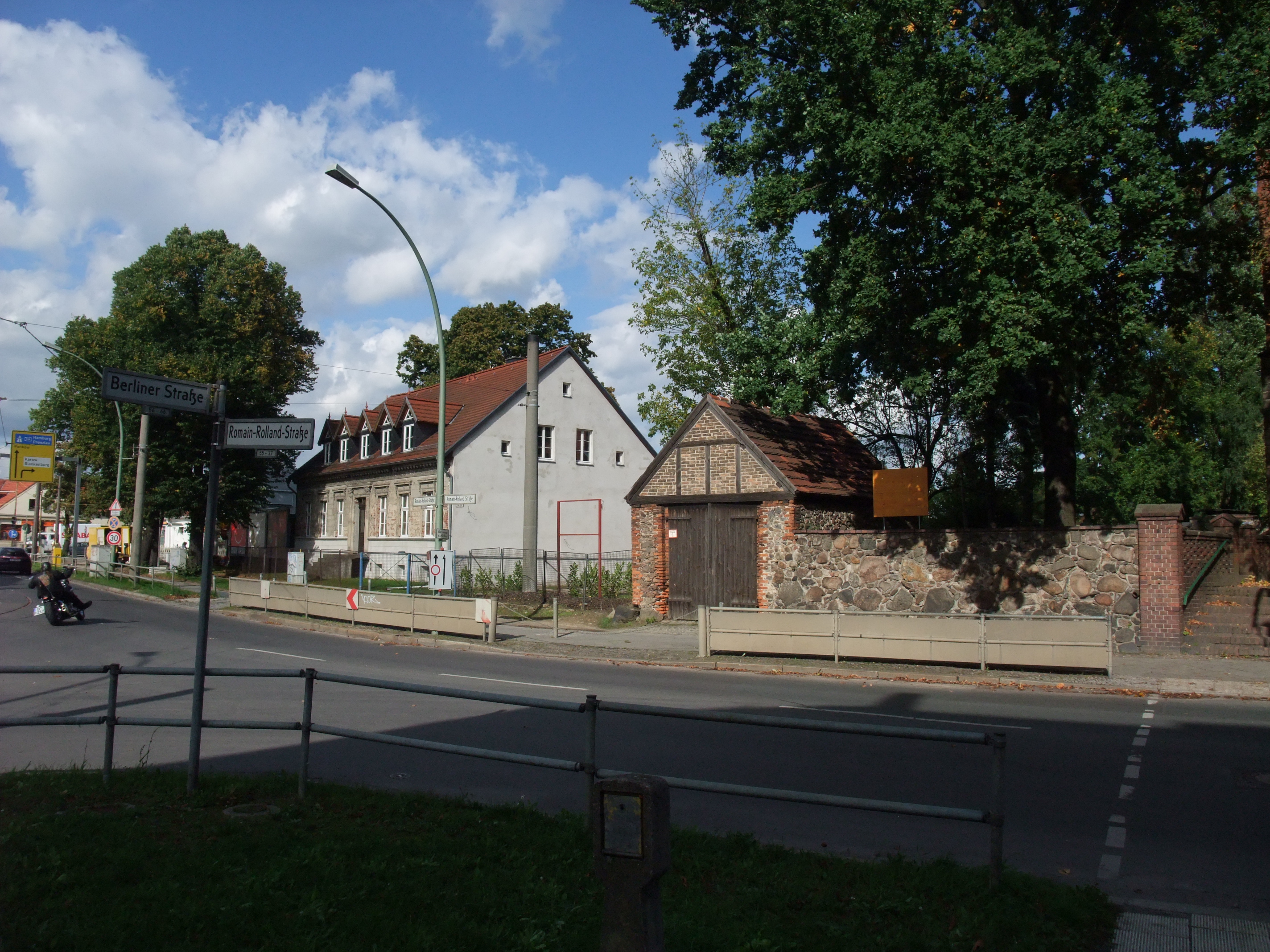
Spritzenhaus

In Nachbarschaft zur Dorfkirche Heinersdorf steht eines der ältesten Gebäude des Ortes: das aus behauenen Findlingen errichtete Spritzenhaus (siehe Bild), in dem die ersten Feuerlöschgeräte des Dorfes untergestellt wurden. Engagierte Bürger möchten das erstmals im Jahr 1750 in Dokumenten erwähnte Gebäude denkmalgerecht restaurieren, damit die Ortsgeschichte sichtbar machen und eine neue Nutzung finden.

### Alte Feuerwache
Im Zusammenhang mit den Aktivitäten zum Beitritt Heinersdorfs in die geplante Gemeinde Groß-Berlin musste die Ortsverwaltung von Heinersdorf wie andere Berliner Vororte in der damaligen Zeit eine eigene Feuerwache einrichten und unterhalten.
So entstand an der angegebenen Adresse (1902–1950 Kaiser-Wilhelm-Straße 56; nach Umbenennung der Straße im Jahr 1951 und Änderung der Parzellennummern nun Romain-Rolland-Straße 40–42) laut Berliner Adressbuch des Jahres 1907 ein Feuerwehrdepot mit zwei Wohnungen, eine davon für einen Nachtwächter. Bis zum Jahr 1910 kamen hier ein Gemeinde-Büro und das Standesamt hinzu.
Nach dem Ersten Weltkrieg und nach der Bildung von Groß-Berlin im Jahr 1920 weist das Adressbuch hier das Amts- und Gemeindebüro, die Gemeinde- und Steuerkasse, das Standesamt, den Standort eines Polizeiwachtmeisters sowie das Feuerwehrdepot aus. Ob die zunehmenden Gemeindeaufgaben zu Erweiterungsbauten geführt haben, konnte (bisher) noch nicht ermittelt werden.
In der NS-Zeit war das Bauwerk ein wichtiges Amtsgebäude in Heinersdorf mit folgenden Funktionen: Bezirksverwaltung Pankow, Auftragskasse, Feuerwehrdepot, Girokasse, Ortsamtsstelle, Polizeirevier, Sparkassennebenstelle, Standesamt, Steuerannahmestelle und Volksbücherei. Zwei Personen bzw. Familien wohnten auch hier drin. Bis 1943 hatte sich an der vielfältigen Nutzung des Bauensembles nichts geändert.
In der DDR-Zeit erhielten die Einrichtungen die Bezeichnung Brandschutzämter und Berufsfeuerwachen und unterstanden der Deutschen Volkspolizei. In Heinersdorf gab es im Jahr 1955 keine derartige Einrichtung, oder die Angabe wurde beim Druck des Fernsprechbuchs vergessen oder die Wache war nicht besetzt. Im Jahr 1967 wird aber eine Berufsfeuerwache in Heinersdorf, Romain-Rolland-Straße 42, angegeben.
Das Gemeindeamt Heinersdorf hatte seinen Sitz spätestens in den 1970er Jahren in die Romain-Rolland-Straße 58 verlagert.
Bereits im Jahr 1981 erscheint keine Feuerwache mehr im Adressbuch; die Einrichtung soll 1985 endgültig geschlossen worden sein und so stand der Gebäudekomplex dann wohl einige Jahre leer.

## Nachnutzung der Gebäude und neue Erweiterungsbauten

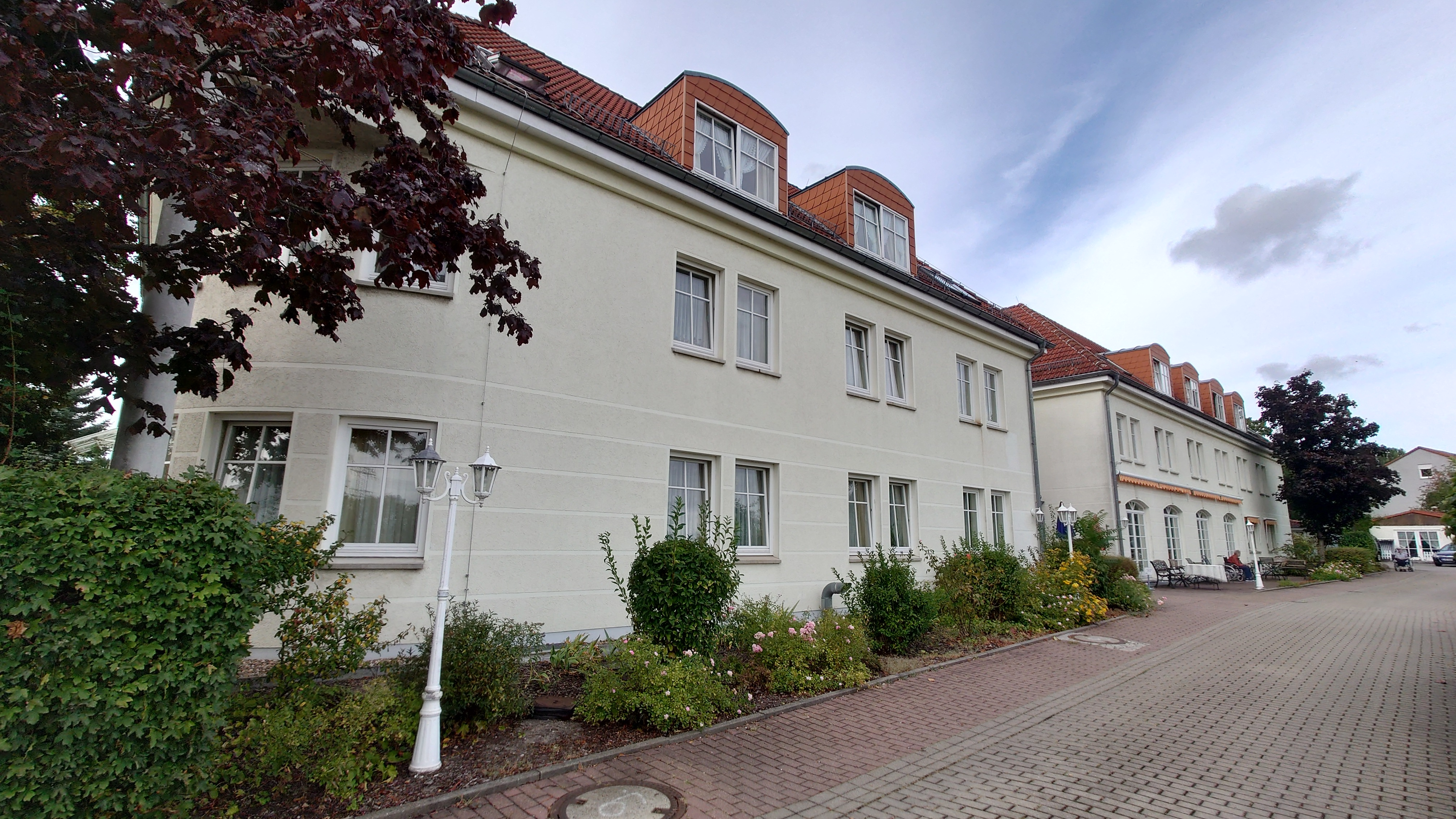
Neubauten für die Pflegeeinrichtung, südöstlich an das ehemalige Feuerwehrhaus angebaut

Nach der Wende, 1998 wurde die Pflegeeinrichtung Haus Ingrid gegründet und nahm ihren Sitz in dem Gebäudeteil der früheren Feuerwache. Diese wurde 1999 um den häuslichen Krankenpflegedienst erweitert, der seine Arbeitsräume durch Umbau der vorhandenen früheren Wohnungen bei der Feuerwache erhielt. Im Jahr 2006 gründete sich schließlich noch die Tagespflege Haus Ingrid, für den ein Parallelgebäude zur ehemaligen Feuerwache auf der straßenabgewandten Seite und an der Erschließungsstraße ein weiteres Wohngebäude entstand.
So wurde aus diesen drei Einrichtungen die Pflegestätte Häuslicher Krankenpflegedienst Alte Feuerwache Heinersdorf und erinnert mit dem Namen an die Geschichte des Hauses.
Für die Lösch- und Rettungsarbeiten im Ortsteil Heinersdorf ist nun die Freiwillige Feuerwehr (FF) mit ihrer Jugendabteilung zuständig, Standort Romain-Rolland-Straße 102–105. Sie hatte sich bereits im Jahr 1901 unter dem Schmiedemeister R. Burchardt, Adresse Berliner Straße 82, gegründet. Über alle Gesellschaftsordnungen und organisatorischen Veränderungen hinweg bestand immer eine Freiwillige Feuerwehr im Ort Heinersdorf. Auch nach der deutschen Wiedervereinigung engagieren sich hier (im Jahr 2024) 20 Personen und nutzen für die drei Spezialfahrzeuge einen Flachbau mit drei Wagenremisen. Die FF Heinersdorf umfasst einen eigenen Ausrückebereich (FF Typ A) und trägt die Wachnummer 6370. Organisatorisch wird sie von der Berufsfeuerwehr in Berlin-Weißensee betreut.

## Architektur der Alten Feuerwache

### Überblick
Auf der stadteigenen Fläche von etwa 70 mal 70 Metern sind zwei sich gegenüberstehende mehrgliedrige Bauwerke angeordnet, keines höher als drei Etagen. An der nach Nordosten führenden Zufahrtsstraße erstreckt sich die Hauptfront der Dienst- und Privatwohnungen, mit einem Zwischentrakt baulich mittig verbunden. Zur Fassadengestaltung des eigentlichen Depots wurden rote Backsteine verwendet, mit denen die Architekten Flächen und einfache Ornamentstreifen im unverputzten Mauerwerk gestaltet haben. Davon zeugt der linke straßenseitige Flügel. Der Mittelbau und der rechte (östliche) Flügel sind als Wohngebäude noch einmal total umgestaltet worden und erhielten einen beigefarbenen Putz.
Alle Gebäude sind mit roten Dachziegeln gedeckt.

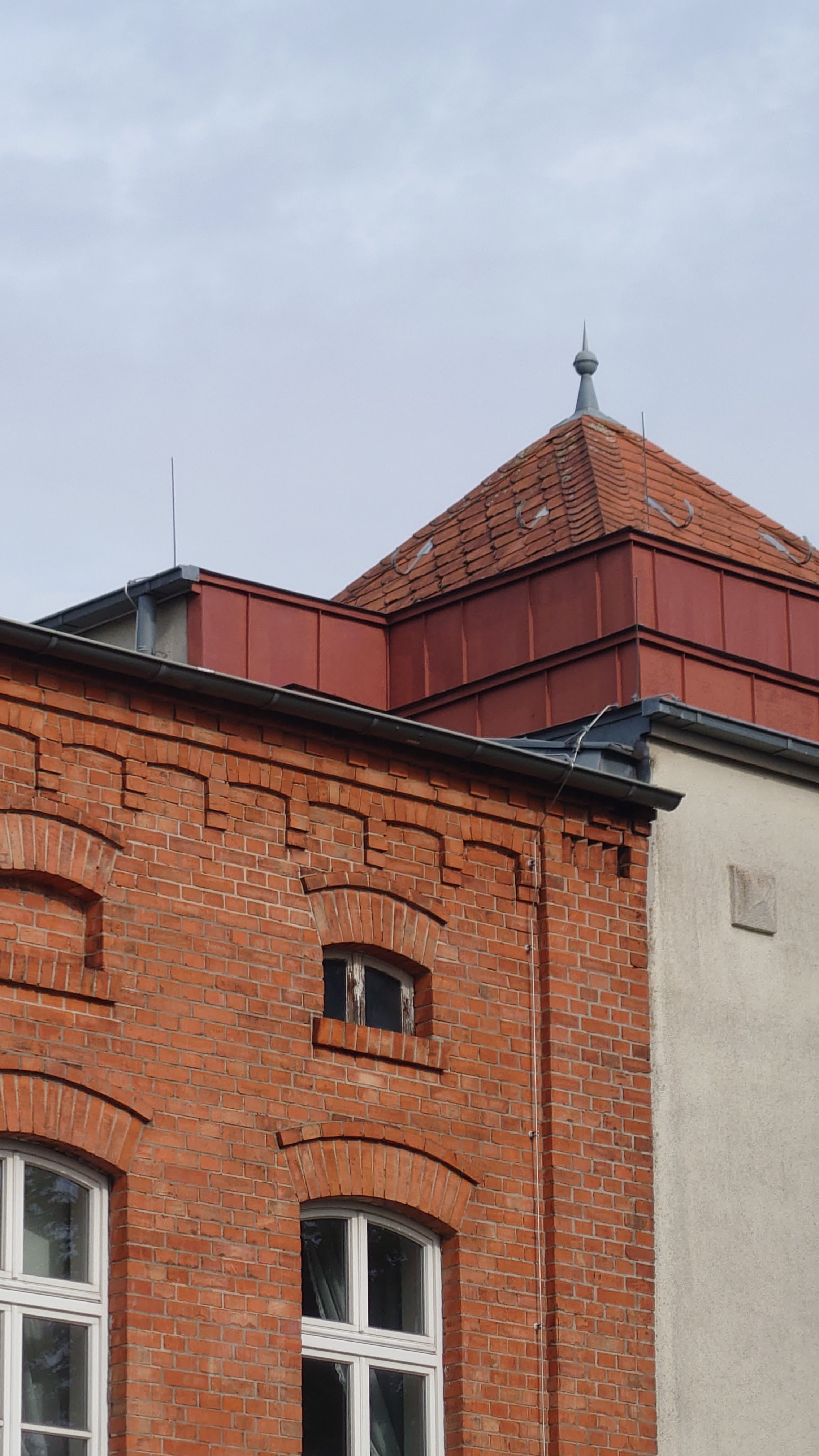
Feuerwache, Mittelbau und Turm (teilweise)

### Haupthaus
Es handelt sich um ein 15-achsiges Bauwerk, dessen Seitenflügel zweigeschossig und der Mittelbau dreigeschossig sind. Am linken (nordwestlichen) Flügel sind zwei ehemalige Remisen erkennbar, deren Einfahrten nun als Fenster (mit einer schmalen gläsernen Tür) in gleicher Breite umgebaut und in die Maueröffnung eingepasst wurden. Die rechteckige Grundfläche dieses Traktes hat die Maße 37 m lang, 19 m breit. Über dem Mittelbau befindet sich ein abgestufter Turmaufbau (Länge ~ 5 m, Breite ~ 3,50 m) mit einem Pyramidenzeltdach. Hier befand sich wohl die Nachtwächterstube, von wo aus der Posten bei Feuer-Ausbrüchen Alarm auslösen konnte. Auf der Spitze des Turmes ist eine Turmkugel installiert.
Der umgestaltete rechte (südöstliche) Bautrakt wurde zu einem kompakten Bauwerk erweitert, dessen Dach von allen „Außenseiten“ anschrägt und dann ebenflächig als begehbare Dachetage endet.
Die über den ehemaligen Wagenräumen ausgeführten Etagen mit den Bereitschaftsräumen sind gleich hoch und ihre Fenster sind mit senkrechten Backsteinen segmentbogen-artig eingefasst.
Ein niedriges Zwischengeschoss unter dem Dach zeigt sechs kleine flache Fenster, von denen drei zugemauert sind.
In der gleichen Grundfläche und Höhe wie das Haupthaus gibt es parallel zu ihm, auf der straßenabgewandten Seite, einen Neubau, der als Unterkunft für die Pflegeeinrichtung dient. Auch hier wurde eine begehbare Dachterrasse angelegt. Hofseitig verfügt der ehemalige Feuerwehrbau über eine au?en vorgesetzte Nottreppe vom Straßenniveau zur ersten Etage.